# Rules of Engagement
Rules of Engagement は2007年2月5日にCBSテレビにて放送を開始したシットコム。2013年までに7シーズン制作された。 

## 概要
婚約したばかりのカップルと結婚生活ベテランのカップル2組と一人の独身男性が登場し、異性との付き合いや結婚生活の難しさに直面するという話である。

## キャスト

### 主要人物
- ジェフ　ビンガム（パトリック・ウォーバートン)- 金融業界に勤務する過剰に男性的なオードリーの夫。スポーツを愛し、繊細さのかけらもない。
- オードリー　ビンガム（Megyn Price）- ジェフの妻。広告会社勤務。性格は頑固である。浪費家な一面も。
- アダム　ローズ（Oliver Hudson）-無邪気で世間知らずな性格。ラッセルとティミーとは同僚である。婚約中のジェニファーとビンガム夫妻と同じ建物に住んでいる。
- ジェニファー　モーガン（Bianca Kajlich）- アダムの世間知らずな性格をつい許してしまう彼の婚約者。
- ラッセル　ダンバー（David Spade）- 女好きの独身貴族。ティミーのダメ上司でもある。
- ティミー　パテル（Adhir Kalyan ） (第3シーズンで初登場; 第4シーズン以降レギュラー)- インドから来た、ラッセルの秘書。ラッセルの横暴ぶりにいつも苦しんでいる。